# Melanerpes flavifrons
Melanerpes flavifrons là một loài chim trong họ Picidae.